# Велика саса
Велика саса (Pulsatilla grandis Wender) је вишегодишња зељаста биљка из породице љутића (Ranunculaceae).

## Опис врсте и станиште
Велика саса (Pulsatilla grandis Wender.) је вишегодишња зељаста биљка из породице љутића (Ranunculaceae). Цветница висине стабла 5-40 cm и дељених листова скупљених у розету који се потпуно развијају након цветања. Читава биљка прекривена је длачицама које је штите од хладноће. Имају појединачне, звонасте, крупне, љубичасте цветове са шест листова у круници. Цветају током фебруара, марта и априла. Расте из ризома, који са старошћу одрвењава, на земљишту сушних ливада богатих калцијумом, али има је и у храстовим и боровим шумама.
Распрострањена је у средњој, источној и југоисточној Европи.
Заштићена је као природна реткост Србије.

## Занимљивости
Отровна је биљка која производи токсине који успоравају рад срца. Претерано уношење ове биљке може довести до дијареје, повраћања, грчева, хипертензије и на крају коме. Староседеоци Америке користили су је да изазову абортус или порођај.
Пошто цвета око Ускрса назива се још и ускршњи цвет, међу првима је који цвета на измаку зиме. Боја која се добија од листића крунице у неким земљама се користи за фарбање јаја.